# Список монастырей Украины

Киево-Печерская лавра

В список включены монастыри Украины — как утраченные, так и действующие.

## Винницкая область
- римско-католические:
  - Иезуитский монастырь (Винница)
  - Капуцинский монастырь (Винница)
- Православные
- Свято-Троицкий Браиловский женский монастырь

## Волынская область
- православные:
  - Загоровский монастырь
  - Зимненский монастырь
  - Жидичинский Николаевский монастырь
  - Петропавловский мужской монастырь (Свитязь)
  - Свято-Николаевский Мылецкий мужской монастырь
  - Свято-Стретенский Михновский женский монастырь
  - Доминиканский монастырь (Луцк)

## Днепропетровская область
- православные:
  - Самарский Свято-Николаевский пустынный мужской монастырь
  - Свято-Вознесенский женский монастырь
  - Святого Иосифа Обручника женский монастырь
  - Свято-Знаменский женский монастырь
  - Свято-Тихвинский женский монастырь
  - Терновский Свято-Вознесенский монастырь

## Донецкая область
- православные:
  - Свято-Успенская Святогорская Лавра
  - Свято-Касперовский женский монастырь
  - Свято-Васильевский мужской и Свято-Никольский женский монастыри
  - Свято-Иверский женский монастырь
  - Свято-Сергиевский женский монастырь
  - Стефановский женский монастырь

## Житомирская область
- православные:
  - Васильевская церковь (Овруч)
  - Свято-Рождества Христова Червонский женский монастырь
  - Житомирский Свято-Анастасиевский ставропигиальный женский монастырь
  - Тригорский монастырь
  - Городницкий Свято-Георгиевский мужской монастырь (ставропигиальный к Киеву)
  - Казанской иконы Божией Матери мужской монастырь (с.Чоповичи)
  - Чоповичский Афонской иконы Божией Матери женский монастырь
- римско-католические:
  - Монастырь кармелитов босых (Бердичев)[укр.]

## Закарпатская область
- православные:
  - Свято-Николаевский монастырь (Мукачево)
  - Введенский женский монастырь, учрежден в 2002 г., Закарпатская обл., Иршавский р-н, с. Кушница
  - Иоанно-Предтеченский женский монастырь, Закарпатская обл., Иршавский р-н, с. Дубровка
  - Казанской иконы Божией Матери мужской монастырь, в процессе организации. Закарпатская обл., Воловецкий р-н, с. Тишев
  - Свято-Кирилло-Мефодиевский Свалявский монастырь
  - Покровский мужской монастырь, учрежден в 2002 г., Закарпатская обл., Мукачевский р-н, с. Русское
  - Серафима Саровского женский монастырь, основан в 1920-х гг. как мужской, обращен в женский в 1939 г., упразднен в кон. 1950-х гг., возобновлен в 1990 г., Закарпатская обл., Иршавский р-н, с. Приборжавское
  - Успенский женский монастырь, основан в 1932 г., закрыт в 1959 г., возобновлен в 1993 г., Закарпатская обл., Мукачевский р-н, с. Домбоки
  - Свято-Троицкий Хустский мужской монастырь

## Запорожская область
- - Монастырь святого Саввы Освященного
  - Свято-Елизаветинский женский монастырь
  - Свято-Успенский женский монастырь
  - Свято-Михайловский монастырь (Верхний Токмак)

## Ивано-Франковская область
- православные:
  - Манявский скит

## КиевиКиевская область
- Православные
  - УПЦ (МП)
    - Свято-Введенский монастырь (Киев) (женский, позже мужской)
    - Голосеевская пустынь
    - Зверинецкий монастырь
    - Ионинский монастырь
    - Киево-Печерская лавра
    - Кирилловская церковь
    - Китаевская пустынь
    - Межигорский монастырь (недействующий)
    - Николо-Иорданский монастырь (недействующий)
    - Покровский монастырь (Киев)
    - Преображенский монастырь (село Княжичи Киевской области)
    - Ржищевский монастырь
    - Ризположенский монастырь (Томашовка)
    - Николо-Тихвинский монастырь (Киев)
    - Флоровский монастырь
    - Екатерининский греческий монастырь (недействующий)
    - Свято-Пантелеймоновский монастырь (Киев)
    - Свято-Благовещенский монастырь в Бортничах (Киев)
    - Рождества Пресвятой Богородицы мужской монастырь в урочище "Церковщина" (Киев)
    - Свято-Духов скит Киево-Печерской лавры (Киев)
    - Подворье Афонского Свято-Пантелеимонова монастыря (Киев)

  - ПЦУ
    - Выдубицкий монастырь
    - Михайловский Златоверхий монастырь
    - Свято-Феодосиевский монастырь
    - Киево-Братский Богоявленский монастырь (недействующий)

  - Другие православные
    - Монастырь Всех святых (Киев)
    - Свято-Иоанновский монастырь (Киев)
- Католические
  - Римо-Католические
    - Доминиканский монастырь Пресвятой Богородицы
    - Кармелитский монастырь в Софийской Борщаговке

## Кировоградская область
- - Свято-Елисаветинский монастырь(мужской)

## Крым
См.: Список монастырей Украины#Крым и Севастополь

## Львовская область
- римско-католические:

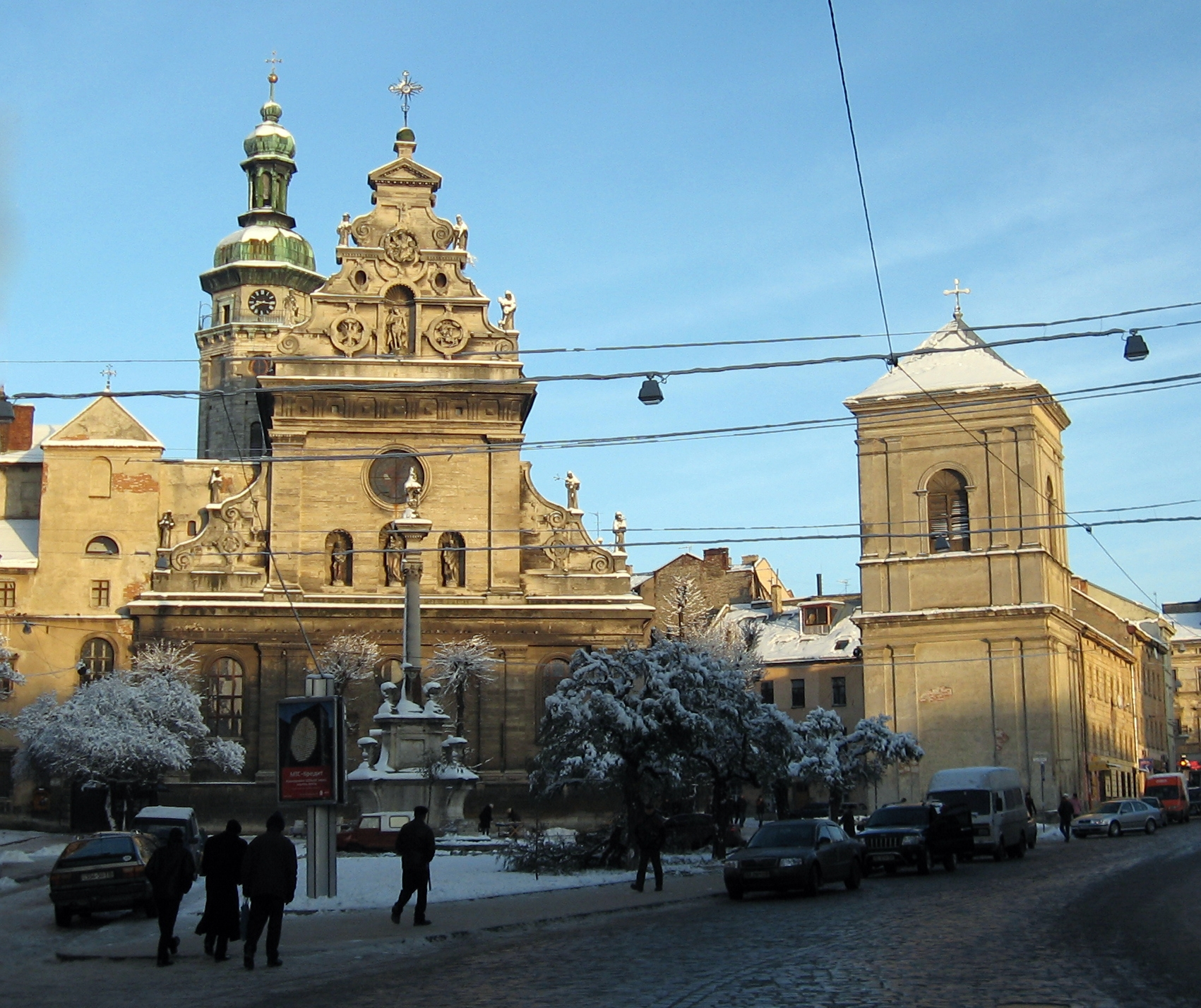
Бывший римско-католический монастырь ордена бернардинцев во Львове

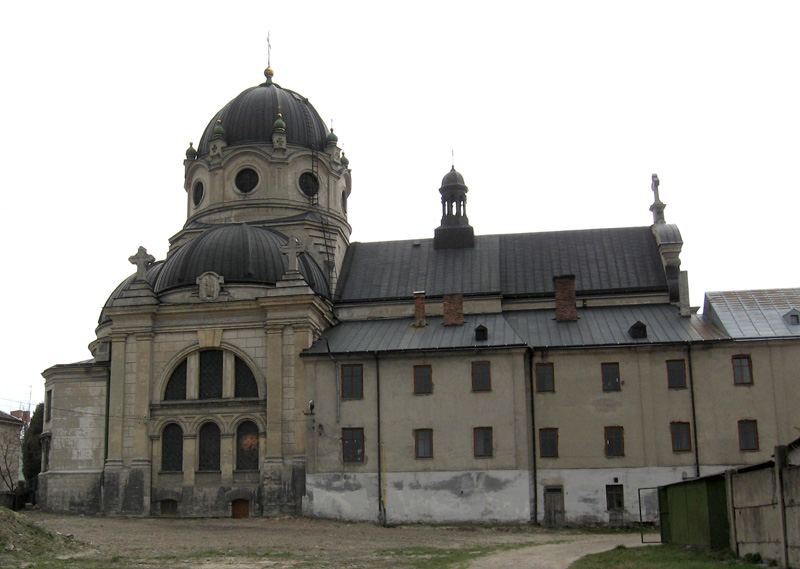
Церковь Святой Троицы монастыря василиан в Жолкве

- Бернардинский костёл и монастырь (Львов)
  - Доминиканский костёл и монастырь (Львов)
  - Доминиканский монастырь (Жолква)
  - Костел и монастырь бенедиктинок (Львов)
  - Костёл и монастырь кармелитов босых (Львов)
  - Костёл и монастырь кармелитов босых (Персенковка)
  - Костёл и монастырь кармелиток босых (Львов)
  - Монастырь и костёл Святого Лазаря (Львов)
  - Монастырь армянских бенедиктинок (Львов)
  - Монастырь бенедиктинок (Львов)
  - Монастырь бонифратров (Львов)
  - Монастырь доминиканок и костёл Марии Магдалены
  - Монастырь армянских василианок (потом — миссионеров)
  - Монастырь и костёл сакраменток (Львов)
  - Монастырь кармелитов обутых (Львов)
  - Монастырь францисканок
  - Монастырь капуцинов (позже — францисканцев, Львов)
  - Монастырь Святого Викентия (Львов)
  - Монастырь Святого Сердца (Львов)
  - Монастырь Святой Терезы (Львов)
- греко-католические:
  - Монастырь Святого Альфонса (Львов)
  - Уневская лавра
  - Монастырь Святого Климентия (Львов)
  - Монастырь Происхождения Древа Креста Господнего (Подкамень) (бывш. доминиканский Монастырь Успения Пресвятой Богородицы, ныне — студиты)
  - Василиане:[1]
    - Монастырь Святого Иосифа (Брюховичи)
    - Монастырь Святого Онуфрия (Львов)
    - Монастырь Святого Онуфрия (Добромиль)
    - Монастырь Святого Онуфрия (Лавров)
    - Монастырь Святых Апостолов Петра и Павла (Дрогобыч)
    - Монастырь Рождества Христова (Жолква)
    - Монастырь Святого Николая (Крехов (Жолковский район))
    - Монастырь Вознесення Господа нашего Иисуса Христа, (Золочев)
    - Благовещенский монастырь чина Святого Василия Великого (Подгорцы))
    - Монастырь Святого Юрия (Червоноград)
- православные:
  - Свято-Преображенский Львовский женский монастырь

## Луганская область
- Свято-Ольгинский женский монастырь

## Николаевская область
- Свято-Михайловский Пелагеевский женский монастырь

## Одесская область
- православные (см. также Одесская епархия):
  - Иверский монастырь (Одесса)
  - Ильинский монастырь (Одесса)
  - Пантелеймоновский монастырь (Одесса)
  - Преображенский монастырь (село Борисовка, Украина)
  - Свято-Константино-Еленинский монастырь (Измаил)
  - Свято-Михайловский монастырь (Одесса)
  - Свято-Николаевский монастырь (Измаил)
  - Свято-Рождество-Богородичный монастырь (село Александровка, Украина)
  - Свято-Успенский монастырь (Одесса)
  - Свято-Воскресенский Теплодарский женский монастырь (Теплодар)

## Полтавская область
- православные (см. также Полтавская епархия):
  - Мгарский монастырь (мужской)
  - Крестовоздвиженский монастырь (женский)
  - Великобудищанский монастырь (женский)
  - Козельщанский Рождество-Богородичный монастырь (женский)
  - Антоние-Феодосиевский Потоцкий монастырь (мужской)
  - Сокольский Преображенский монастырь[укр.] (до 1786, мужской)
  - Нехворощанский монастырь[укр.] (до 1799, мужской)
  - Пушкаревский Вознесенский (Пушкаревский Покровский, Полтавский Покровский) монастырь[укр.] (до 1815, женский)

## Ровненская область
- Георгиевский на Казацких Могилах
- Корецкий монастырь (Корец)
- Дерманский монастырь (Дермань)
- Межерицкий Свято-Троицкий мужской монастырь
- Белёвский монастырь (Белёвские хутора)
- Свято-Покровский монастырь (Гоща)
- Свято-Георгиевское подворье (Ровно)
- Скит Святой Праведной Анны (Онышковцы)

## Сумская область
- Ахтырский Свято-Троицкий монастырь
- Гамалеевский Харлампиев монастырь
- Глинская пустынь
- Молченский монастырь
- Софрониевский монастырь

## Тернопольская область
- греко-католические:
  - василианские:
    - Монастырь Честного Креста Господнего (Бучач)
    - Монастырь Рождества Святого Иоанна Крестителя (Краснопуща)
    - Монастырь Рождества Божьей матери (Улашковцы)
- православные:
  - Почаевская лавра
- Древнеславянский монастырь в с. Монастырок[2]

## Харьковская область
- православные:
  - Куряжский монастырь
  - Покровский монастырь (Харьков)
  - Борисо-Глебский монастырь (Водяное)
  - Архангело-Михайловский монастырь (Лозовая)
  - Фомовский Успенско–Серафимовский женский монастырь
  - Хорошевский монастырь
- католические:
  - Монастырь кармелиток босых (Покотиловка)
- греко-католические:
  - ((Монастырь монахов чина св. Василия Великого))

## Херсонская область
- православные:
  - Свято-Григорьевский Бизюков мужской монастырь

## Хмельницкая область
- римско-католические:
  - Монастырь Капуцинов (Староконстантинов)

## Черкасская область
- Красногорский Покровский монастырь
- Свято-Николаевский Лебединский женский монастырь
- Свято-Троицкий Мотронинский женский монастырь
- Трахтемировский монастырь
- Черкасский Рождество-Богородичный мужской монастырь

## Черниговская область
- Густынский Свято-Троицкий женский монастырь
- Елецкий монастырь
- Ладанский Покровский монастырь
- Свято-Николаевский Пустынно-Рыхловский монастырь
- Спасо-Преображенский Новгород-Северский мужской монастырь
- Троице-Ильинский монастырь (недействующий)